# Bolgár leva
A bolgár leva (bolgárul: български лев, "bâlgarszki lev"; számnév utáni többesszáma bolgárul: лева, leva) Bulgária jelenlegi hivatalos pénzneme, melyet a Bolgár Nemzeti Bank bocsát ki. A лев szó jelentése óbolgárul ’oroszlán’, tehát a pénznév eredete hasonló a román lejéhez. Szintén a lejhez hasonló a „hibás” magyar névátvétel: a magyarban köznapivá vált leva szó a bolgár számnév után használandó többes alakból ered. A leva váltópénze a sztotinka (többesszáma bolgárul стотинки, sztotinki).
Az Európai Bizottság 2025. június 4-én jóváhagyta, hogy a bolgár levát 2026. január 1-jétől az euró váltsa fel.

## Története
Bulgária 1881-ben vezette be a levát a francia frankkal megegyező értékben, és 1916-ig a Latin Monetáris Unió szabványait követve vert arany- és ezüstpénzeket. 1928-ig hoztak forgalomba arany- (лева злато leva zlato vagy златни zlatni) és ezüstfedezetű papírpénzeket (лева сребрo leva szrebro vagy сребърни szrebarni). Az első világháborút követően folyamatosan elértéktelenedett a pénz, ez oda vezetett, hogy a harmincas évekre eltűntek az 50 sztotinka alatti érmék és megjelent a százlevás érme is. A legnagyobb címletű bankjegy az 5000-levás volt (eltekintve egy 1919-es tízezer-levás leva zlatni címlettől). 1943-tól az érmék teljesen eltűntek a forgalomból és csak papírpénzeket bocsátottak ki egészen az 1952-es pénzreformig.
A háborús inflációban elértéktelenedett valuta reformjára csak 1952-ben került sor. Az ekkor forgalomba hozott új leva 100 régivel volt egyenlő. Érmék 1 sztotinka – 1 leva címlettel, bankjegyek 1 leva – 200 leva címlettel kerültek forgalomba. A feltüntetett évszám az összes bankjegyen és az első érméken 1951 volt.
1962-ben újabb pénzreformra került sor, az ekkor bevezetett leva (ISO-kódja: BGL) 10 régivel volt egyenlő. Ezután három évtizeden keresztül viszonylag stabil volt a leva árfolyama, bár – hasonlóan a többi szocialista valutához – nyugati valutákra nem lehetett szabadon átváltani. Így a hivatalos 90 sztotinkás dollárárfolyamnak csak elméleti (illetve propaganda) jelentősége volt, a feketepiacon ennek öt-hatszorosáért váltották a dollárt. A rendszerváltozásig 1 sztotinka – 1 leva értékű érméket és 1–20 leva értékű bankjegyeket bocsátottak ki. A rendszerváltozás után Bulgáriában többször is elszabadult az infláció és le kellett értékelni a valutát – ennek eredményeként már 50 000 levás bankjegyet is forgalomba kellett hozni. 1997-ben a német márkához kötötték a levát 1 márka = 1000 leva arányban.
A legutóbbi pénzreformot 1999. július 5-én hajtották végre, ekkor 1 új leva (BGN) 1000 régivel (BGL) lett egyenlő. 1, 2, 5, 10, 20 és 50 levás bankjegyek maradtak használatban. Ennek és a fent említett rögzített árfolyamnak eredményeként 1 új leva pontosan 1 márkát ért. Ezt az átváltási arányt mind a mai napig stabilan őrzi, bár azóta már a márkát felváltó euróval szemben (1 euró = 1,95583 leva). 

## Érmék
| Névérték     | Műszaki paraméterek | Műszaki paraméterek | Műszaki paraméterek                                                   | Leírás                               | Leírás                                                           | Kibocsátás |
| Névérték     | Átmérő              | Tömeg               | Összetétel                                                            | Előlap                               | Hátlap                                                           | Kibocsátás |
| ------------ | ------------------- | ------------------- | --------------------------------------------------------------------- | ------------------------------------ | ---------------------------------------------------------------- | ---------- |
| 1 sztotinka  | 16 mm               | 1,8 g               | alumínium, nikkel, réz                                                | érték számmal és betűvel, 12 csillag | lovas                                                            | 1999       |
| 1 sztotinka  | 16 mm               | 1,8 g               | bronzbevonatos acél                                                   | érték számmal és betűvel, 12 csillag | lovas                                                            | 2000       |
| 2 sztotinka  | 18 mm               | 2,5 g               | alumínium, nikkel, réz                                                | érték számmal és betűvel, 12 csillag | lovas                                                            | 1999       |
| 2 sztotinka  | 18 mm               | 2,5 g               | bronzbevonatos acél                                                   | érték számmal és betűvel, 12 csillag | lovas                                                            | 2000       |
| 5 sztotinka  | 20 mm               | 3,5 g               | alumínium, nikkel, réz                                                | érték számmal és betűvel, 12 csillag | lovas                                                            | 1999       |
| 5 sztotinka  | 20 mm               | 3,5 g               | bronzbevonatos acél                                                   | érték számmal és betűvel, 12 csillag | lovas                                                            | 2000       |
| 10 sztotinka | 18,5 mm             | 3 g                 | réz, nikkel, cink                                                     | érték számmal és betűvel, 12 csillag | lovas                                                            | 1999       |
| 20 sztotinka | 20,5 mm             | 4 g                 | réz, nikkel, cink                                                     | érték számmal és betűvel, 12 csillag | lovas                                                            | 1999       |
| 50 sztotinka | 22,5 mm             | 5 g                 | réz, nikkel, cink                                                     | érték számmal és betűvel, 12 csillag | lovas                                                            | 1999       |
| 50 sztotinka | 22,5 mm             | 5 g                 | réz, nikkel, cink                                                     | érték számmal és betűvel, 12 csillag | álló oroszlán a NATO épületénél (felirat: BULGARIA IN NATO 2004) | 2004       |
| 50 sztotinka | 22,5 mm             | 5 g                 | réz, nikkel, cink                                                     | érték számmal és betűvel, 12 csillag | ülő nő, 12 csillag                                               | 2005       |
| 50 sztotinka | 22,5 mm             | 5 g                 | réz, nikkel, cink                                                     | érték számmal és betűvel, 12 csillag | nyitott könyv, 12 csillag (felirat: BULGARIA IN THE EU)          | 2007       |
| 1 leva       | 24,5 mm             | 7 g                 | nikkel, réz                                                           | érték számmal és betűvel, 12 csillag | Rilai Szent János                                                | 2002       |
| 2 leva       | 26,5 mm             | 9 g                 | gyűrű: fehér hatású kuprónikkel és cink mag: arany hatású kuprónikkel | érték számmal és betűvel, 12 csillag | Hilendari Szent Paiszosz                                         | 2015       |

## Bankjegyek

### 1999-es sorozat
1999-ben bocsátották ki a ma is forgalomban lévő bankjegyeket.  Az egylevás bankjegyet 2015. december 31-én vonták ki, 2015. december 7-étől a 2 levás bankjegy pedig a 2 levás érmével közösen volt forgalomban, amíg a bankjegyet 2020. december 31-én kivonták a forgalomból. 2018-ban bocsátották ki a felújított bankjegysorozat első tagját, a 100 levás bankjegyet. Új biztonsági elemekkel gazdagodtak 2020-ig a bankjegyek.
| Névérték | Méret       | szín   | Leírás               | Leírás                                     | Leírás            | Dátumok        | Dátumok    | Dátumok            |
| Névérték | Méret       | szín   | előlap               | hátlap                                     | vízjel            | első nyomtatás | kibocsátás | visszavonás        |
| -------- | ----------- | ------ | -------------------- | ------------------------------------------ | ----------------- | -------------- | ---------- | ------------------ |
| 1 leva   | 112 × 60 mm | vörös  | Rilai Szent János    | Rilai kolostor                             | Féktelen oroszlán | 1999           | 1999       | 2015. december 31. |
| 2 leva   | 116 × 64 mm | ibolya | Pajszij Hilendarszki | Pajszij Hilendarszki főművének részlete    | Féktelen oroszlán | 1999           | 1999       | 2020. december 31. |
| 5 leva   | 121 × 67 mm | vörös  | Ivan Milev           | Ivan Milev egy festményének részlete       | Portré            | 1999           | 1999       | forgalomban        |
| 10 leva  | 126 × 70 mm | zöld   | Petar Beron          | Csillagászati eszközök                     | Portré            | 1999           | 1999       | forgalomban        |
| 20 leva  | 131 × 73 mm | kék    | Sztefan Sztambolov   | A szófiai parlament                        | Portré            | 1999           | 1999       | forgalomban        |
| 50 leva  | 136 × 76 mm | barna  | Pencso Szlavejkov    | Pencso Szlavejkov egy versének részlete    | Portré            | 1999           | 1999       | forgalomban        |
| 100 leva | 141 × 79 mm | zöld   | Aleko Konsztantinov  | Aleko Konsztantinov főművének egy részlete | Portré            | 2003           | 2003       | forgalomban        |